# L'edat de l'acer
L'edat de l'acer o L'era de l'acer (The Age of Steel en l'original anglès) és un episodi de la segona sèrie de la sèrie de televisió de ciència-ficció britànica Doctor Who. Va ser emès originalment el 20 de maig del 2006 i és el desenllaç d'una bilogia; la primera part, El ressorgiment dels ciberhumans, va ser emesa l'13 de maig del mateix any i presenta el retorn dels Ciberhumans des de Silver Nemesis del 1988. Els protagonistes de l'episodi són en David Tennant com a el Doctor, Billie Piper com a Rose Tyler i en Noel Clarke com a Mickey Smith.

## Argument
Els ciberhumans prenen control de Londres i comencen a convertir la població. La Jackie cau en mans d'en Lumic i el Doctor, la Rose i en Mickey queden reduïts a fugitius en un món de terror. Un atac desesperat a la ciberfàbrica és l'única opció que tenen, però sobreviuran tots?